# 観泉寺
観泉寺（かんせんじ）は、東京都杉並区今川二丁目にある曹洞宗の寺院。山号は宝珠山。

## 概要
戦国大名の末裔である今川氏の菩提寺である。境内にある今川氏累代の墓は、東京都の旧跡に指定されている。
ほかに枝垂桜、紅葉などの名所としても知られている。

## 歴史
慶長2年（1597年）9月、中野にある成願寺の住職・鉄叟雄鷟によって、多摩郡下井草（上井草村八町 除地）に創建された。当初は観音寺と称していた。
元和5年（1619年）、大友義親が没した。義親には子がなく大友家は断絶となり、その妻（今川範以の三女）は実家に戻ったのち剃髪して観音寺に仕えた。正保2年（1645年）、彼女の弟にあたる今川直房が当地一帯の領主となった。直房は観音寺を上井草村の現在地に移転して伽藍を建立し、寺領を寄進し、寺の名を観泉寺と改めた。ただし、移転と改称の正確な時期はわからない。慶安2年（1649年）には幕府より観泉寺に朱印状が与えられ、10石の寺領に関する年貢・諸役を免除されている。
寛文2年（1662年）、直房は市谷田町の万昌院が牛込に移転するのに際し、万昌院にあった祖父今川氏真と母（吉良義安の娘）の墓を観泉寺に移転し、今川氏真を観泉寺の開基とした。なお、万昌院は現在中野区に移転し万昌院功運寺となっている。
1763年に本堂などが焼失したが本堂は翌1764年に再建された。

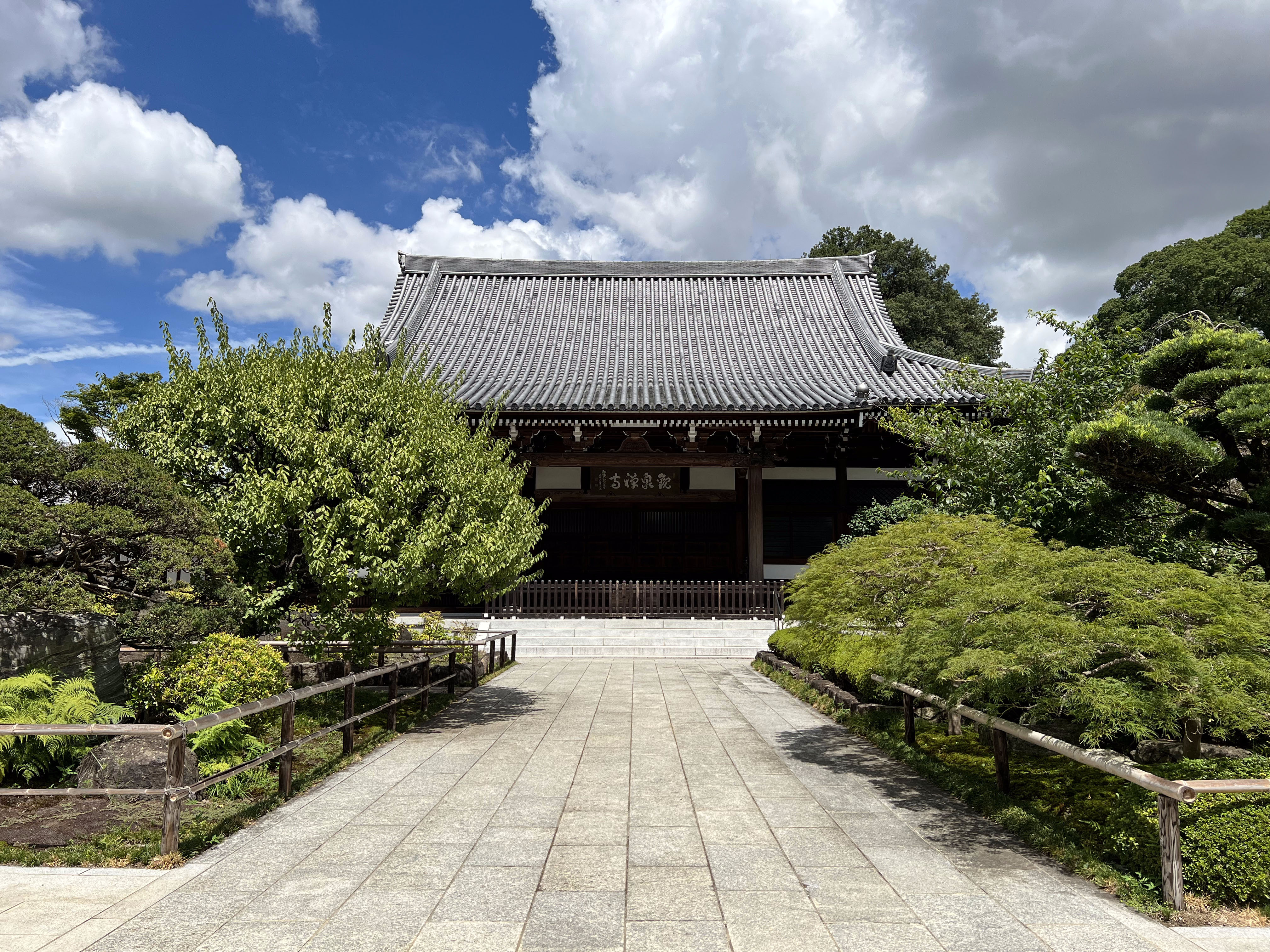
本堂
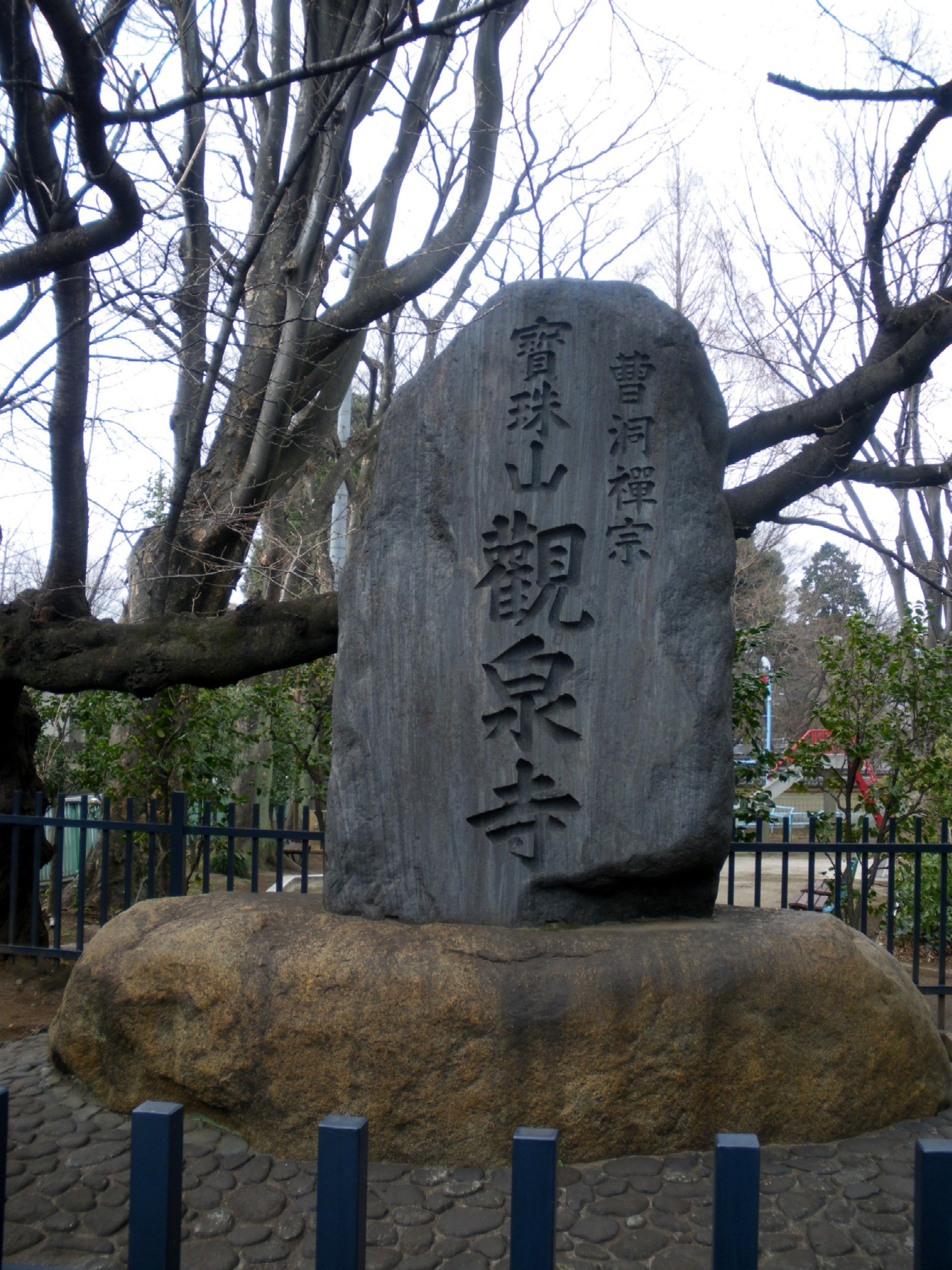
門前にある石碑
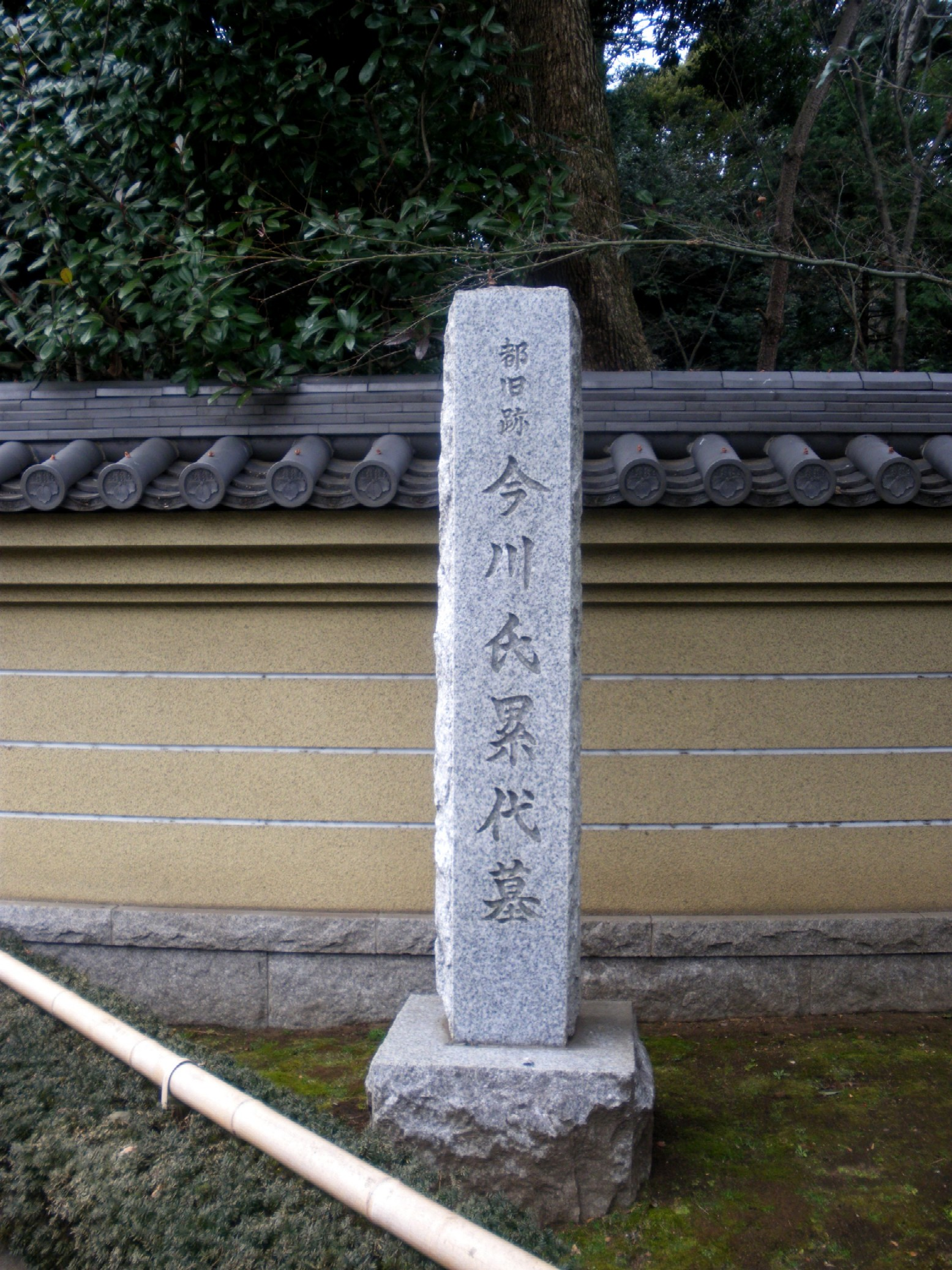
都旧跡に指定されている今川氏累代の墓を示す石碑

### 今川氏と観泉寺
今川氏は、室町時代・戦国時代は駿河国（現静岡県）などを治めた一大大名であったが、桶狭間の戦いで今川義元が織田信長に敗れたのち没落した。義元の子今川氏真は徳川家康の庇護を受けて京などで暮らし、慶長19年（1614年）に江戸で没した。氏真の嫡孫今川直房は高家として江戸幕府に仕え、朝廷との交渉の功績によって正保2年（1645年）に徳川家光から当地（井草村）を含む新たな知行地を与えられた。以後、当地は幕末まで今川家一円知行の所領として続くことになる。
江戸時代の観泉寺は、今川氏の知行地支配の拠点でもあり、領民からの年貢の取立てや裁判なども寺の門前で行われていた。
今川氏は明治時代に断絶したが、現在の当地の地名「今川」の由来となっている。

## 史跡
- 今川氏累代の墓…都指定旧跡[2]。今川氏真以下歴代の領主が眠っている。

## 施設
当寺院が母体となって、隣接してある「観泉寺幼稚園」を運営している。

## アクセス
- 〒167-0035 東京都杉並区今川二丁目16番1号[2]
- 西武新宿線・上井草駅より徒歩15分。他に、中央線・荻窪駅または西荻窪駅の各駅よりバス。
- 拝観は日中の時間帯のみ無料。